# Laronius erewan
Laronius erewan är en spindelart som beskrevs av Norman I. Platnick och Christa L. Deeleman-Reinhold 200. Laronius erewan ingår i släktet Laronius och familjen plattbuksspindlar. Inga underarter finns listade i Catalogue of Life.